# Karl-Heinrich Schulz
Karl-Heinrich Schulz (* 6. Mai 1906 in Wilhelmshaven; † 28. Juli 1986 in Dießen am Ammersee) war ein deutscher Offizier, zuletzt Generalmajor der Luftwaffe im Zweiten Weltkrieg.

## Leben
Beförderungen
- 1. April 1926 Fähnrich zur See
- 1. Oktober 1928 Leutnant zur See
- 1. Juli 1930 Oberleutnant zur See
- 1. Juli 1935 Kapitänleutnant
- 1. Oktober 1935 Hauptmann
- 1. Dezember 1938 Major
- 1. Juni 1939 Major im Generalstab
- 1. September 1941 Oberstleutnant
- 1. August 1942 Oberst
- 1. Mai 1944 Generalmajor

### Frühe Jahre und Reichsmarine
Schulz trat am 1. April 1924 der Reichsmarine bei, wo er der Schiffsstamm-Division der Ostsee zugeteilt wurde. Dort absolvierte er seine Grundausbildung und eine praktische Bordausbildung auf dem Segelschulschiff Niobe. Nach dem Besuch der Marineschule Mürwik, der von April 1926 bis Mai 1927 angedauert hatte, absolvierte Schulz bis Januar 1928 diverse Fähnrichslehrgänge. Ferner absolvierte er seine beiden Navigationsbelehrungsfahrten an Bord der Hessen und des Vermessungsschiffes Meteor. Im Anschluss hieran diente Schulz vom 25. September 1929 bis Ende September 1930 als Kompanieoffizier an der Marineschule in Friedrichsort. Von Oktober 1930 bis September 1935 diente er sodann bei der Marinestation der Ostsee, wo er zunächst eine geheime Sonderverwendung auffüllte. Später diente er dort im Stab und ging am 1. April 1934 zum Luftwaffenamt nach Kiel, wo er im Luftkreis-Kommando VI (See) eingesetzt war.

### Luftwaffe und Zweiter Weltkrieg
Am 1. Oktober 1935 trat Schulz, unter Ernennung zum Hauptmann, der Luftwaffe bei. Hier fand er bis März 1936 zunächst Verwendung als Adjutant der Inspektion der Flieger-Reserve. Nach dem Besuch eines Fliegerlehrganges an der Navigationsschule in Brandis, der von April 1936 bis September 1937 angedauert hatte, wurde Schulz im Oktober 1937 zum Staffelkapitän der Küstenaufklärungsstaffel 1/706 sowie zum Seefliegerhorst-Kommandanten von Nest ernannt. Zugleich wurde Schulz zur Höheren Luftwaffenschule nach Berlin-Gatow abkommandiert, wo er eine Generalstabsausbildung absolvierte.
Am 9. Februar 1938 erfolgte Schulzes Versetzung zum Reichsluftfahrtministerium (RLM), wo er bis zum 17. September 1939 zunächst als Generalstabsoffizier bei der Generalinspektion der Luftwaffe und später beim Chef des Ausbildungswesens der Luftwaffe eingesetzt war. Vom 18. September 1939 bis 2. Juni 1940 fungierte er als 1. Generalstabsoffizier (Ia) im Stab des Luftgau-Kommandos VI in Breslau. Am 3. Juni 1940 wurde Schulz zum Kommandeur der Kampfgruppe 126 ernannt. Ein Geschwader des Kampfgeschwaders 26, das mit Flugzeugen vom Typ He 111 Mineneinsätze in britischen Hoheitsgewässern flog. In dieser Eigenschaft stürzte Schulz am 2. Juli 1940 nach Luftkampf mit seiner Maschine ab. Nach anschließendem Lazarettaufenthalt wurde er zum Fliegerausbildungs-Regiment 22 nach Warschau abkommandiert, wo er bis Mitte Oktober 1940 verblieb. Am 16. Oktober 1940 wurde Schulz der Luftflotte 4 (ab 8. April Luftwaffenkommando 4) zugewiesen, wo bis zum 22. April 1944 zunächst Abteilungsleiter, später Oberquartiermeister und Chef des Generalstabes war. Am 23. April 1944 stieg Schulz zum Chef des Luftwaffen-Führungsstabes im RLM auf. Eine Funktion, die er bis zum 6. Mai 1945 innehatte. An diesem Tag geriet er in alliierte Kriegsgefangenschaft, aus der er am 23. Dezember 1947 entlassen wurde.

## Auszeichnungen
- Eisernes Kreuz (1939) II. und I. Klasse
- Deutsches Kreuz in Gold am 27. Juli 1942
- Ritterkreuz des Eisernen Kreuzes am 9. Juni 1944